# Seminari Major Interdiocesà de Catalunya
El Seminari Major Interdiocesà de Catalunya, és un seminari de formació sacerdotal interdiocesà, que està ubicat al número 49 del Carrer de Casp de Barcelona. A Barcelona també hi ha el Seminari Conciliar de Barcelona, corresponent als bisbats de Barcelona i Sant Feliu de Llobregat.
Les diòcesis de Tarragona, Girona, Solsona, Urgell i Vic, a les quals més tard s'hi va afegir Lleida, i després Tortosa, van iniciar la formació dels seminaristes en comú l'any 1988. Es van situar a l'edifici del carrer de Casp número 49, que fins aleshores havia estat la residència de les religioses de Maria Reparadora. A la reunió del 20 de juliol de 1988 tots els bisbes van delegar en el doctor Torrella, perquè presidís la marxa de la nova institució formativa, alhora que escollien a Monsenyor Joan Busquets i Dalmau, del bisbat de Girona, com a rector, i a Monsenyor Armand Puig, de l'arquebisbat de Tarragona, com a vicerector. Per a l'administració del seminari fou nomenada la senyora Montserrat Mer, del bisbat de Girona.

## Rectors
Han estat també rectors de la casa Jordi Orobitg, del bisbat de Solsona, i des del 2005 Norbert Miracle, de l'arquebisbat de Tarragona. Els vicerectors han estat Josep Casals, Joan Pujol, Jordi Figueras, Pere Oliva i des del 2011 Jaume Casamitjana, del bisbat de Vic.

### Rectors
- 1988-1999: Mn. Joan Busquets i Dalmau, del bisbat de Girona
- 1999-2005: Mn. Jordi Orobitg Huguet, del bisbat de Solsona
- 2005-2018: Mn. Norbert Miracle i Figuerola, de l’arquebisbat de Tarragona
- 2018-2020: Mn. Xavier Vilanova Pellisa, del bisbat de Tortosa
- 2020-actualitat: Mn. Armand Puig i Tàrrech, de l'arquebisbat de Tarragona

### Vicerectors
- 1988-1997: Mn. Armand Puig i Tàrrech, de l’arquebisbat de Tarragona
- ??-??: Mn. Josep Casals
- 1993-1994: Mn. Joan Pujol Balcells, del bisbat d'Urgell
- ??-2005: Mn. Jordi Figueras Jové, de l'arquebisbat de Tarragona
- 2005-2011: Mn. Pere Oliva March, del bisbat de Vic
- 2011-actualitat: Mn. Jaume Casamitjana Vilaseca, del bisbat de Vic

## Director
El director espiritual del seminari és Mn. Jaume Gené, mossén de l'Arquebisbat de Tarragona. El confessor és el Pare Enric Puig. Actualment, el bisbe delegat per al seminari major interdiocesà, és l'arquebisbe Joan Enric Vives i Sicília, bisbe d'Urgell.